# The Soundtrack of Our Lives

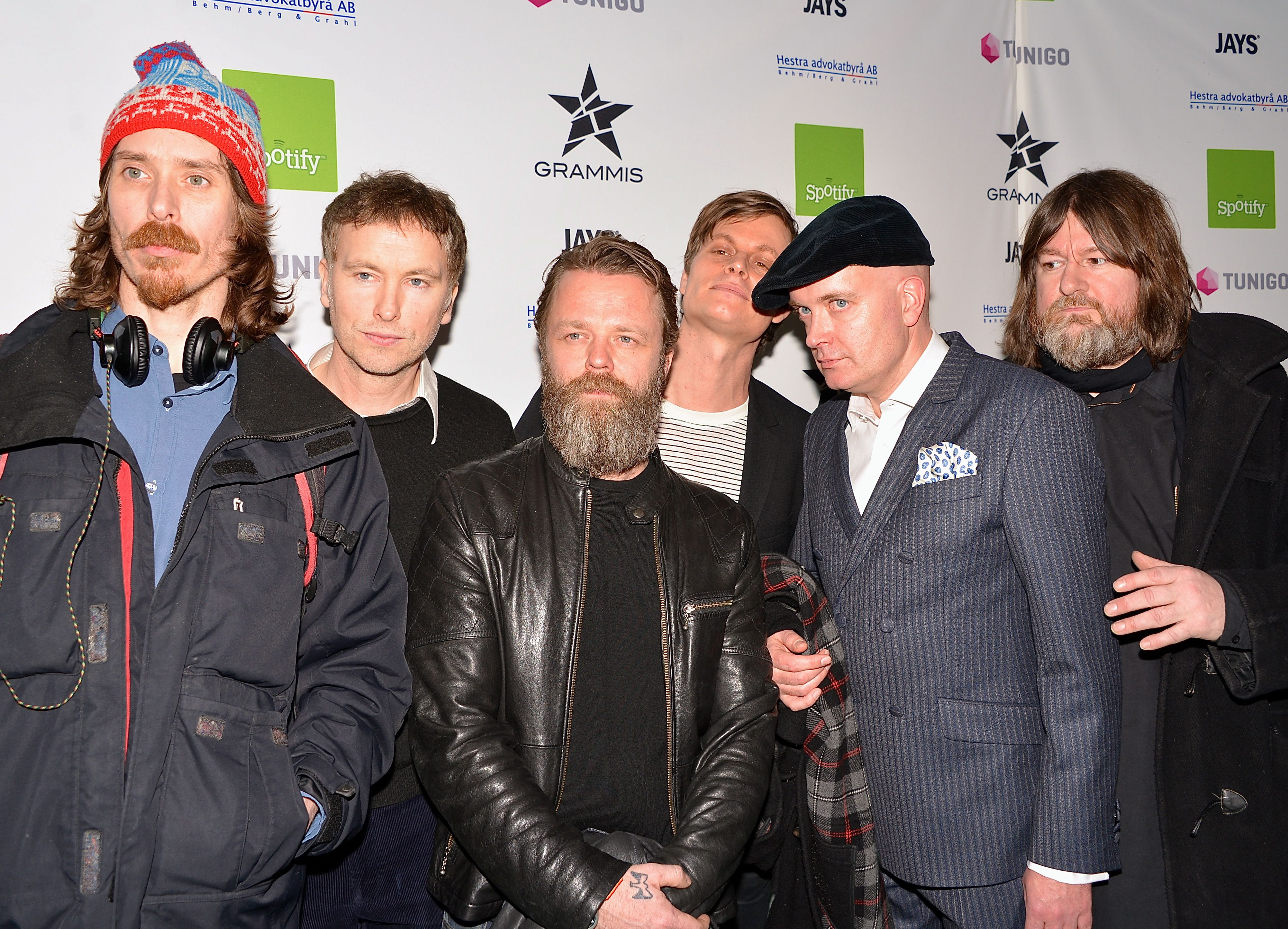
TSOOL en la gala de Grammis 2013.

The Soundtrack Of Our Lives (también abreviado TSOOL) es una banda de rock sueca procedente de Gotemburgo y activa desde 1995. 
Su música era una especie de rock psicodélico con tintes duros y oscuros, pero también con toques ligeros de pop. Sus influencias vienen de grupos clásicos como Rolling Stones, Pink Floyd, The Doors y The Stooges, pero también de grupos algo más modernos como The Smashing Pumpkins, R.E.M y Oasis.
A lo largo de su trayectoria han publicado un total de seis discos de estudio, aparecido en diferentes programas de televisión como Californication y A dos metros bajo tierra con su tema "Sister Surround" y obtenido cierto renombre en Estados Unidos. De hecho, han conseguido ganar un total de tres Grammis.
En 2012 anuncian que su sexto álbum "Throw It to the Universe" sería su último álbum antes de separarse y su último concierto sería el 22 de diciembre en el Teatro del Sur (Södra Teatern) en Estocolmo.
En 2023, la banda regresa y anuncia participaciones en festivales por Suecia, Noruega y España. También hay planes para una gira por Suecia durante la primavera de 2024.

## Miembros
- Ebbot Lundberg – voz principal (1995–2012)
- Ian Person – guitarra (1995–2012)
- Martin Hederos – teclados (1995–2012)
- Kalle Gustafsson Jerneholm – bajo (1995-2012)
- Fredrik Sandsten – batería (1995–2012)
- Mattias Bärjed – guitarras (1997–2012)
- Björn Olsson – guitarras (1995–1997)

## Discografía

### Discos de estudio
- Welcome to the Infant Freebase - 1996
- Extended Revelation for the Psychic Weaklings of Western Civilization - 1998
- Behind the Music - 2001
- Origin Vol. 1 - 2004
- Communion - 2008
- Throw it to the Universe - 2012

### Recopilatorios
- A Present From The Past - 2005
- Communion Bonus Tracks - 2009
- Golden Greats No.1 - 2010
- Rest In Piece 1994 - 2012 - 2014

### EP
- Homo Habilis Blues - 1996
- Blow My Cool - 1997
- Mantra Slider - 1997
- Gimme Five! - 2000
- Sister Surround - 2001
- The Immaculate Convergence - 2010
- Live at Lime With The Soundtrack of Our Lives - 2010
- Shine On (There's Another Day After Tomorrow) - 2012
- Impacts & Egos - 2013

### Sencillos
- "Black Star" - 1998
- "Jehovah Sunrise" - 1998
- "Still Aging" - 2001
- "Nevermore" - 2001
- "Sister Surround" - 2001
- "Bigtime" - 2004
- "Believe I've Found - 2004
- "Heading for a Breakdown" - 2005
- "Utopia" - 2008
- "Thrill Me" - 2008
- "Try Again" - 2012